# Carl Fürstenberg
Pour les articles homonymes, voir Fürstenberg.
Carl Fürstenberg, né le 28 août 1850 à Dantzig et mort le 9 février 1933 à Berlin, est un banquier allemand.

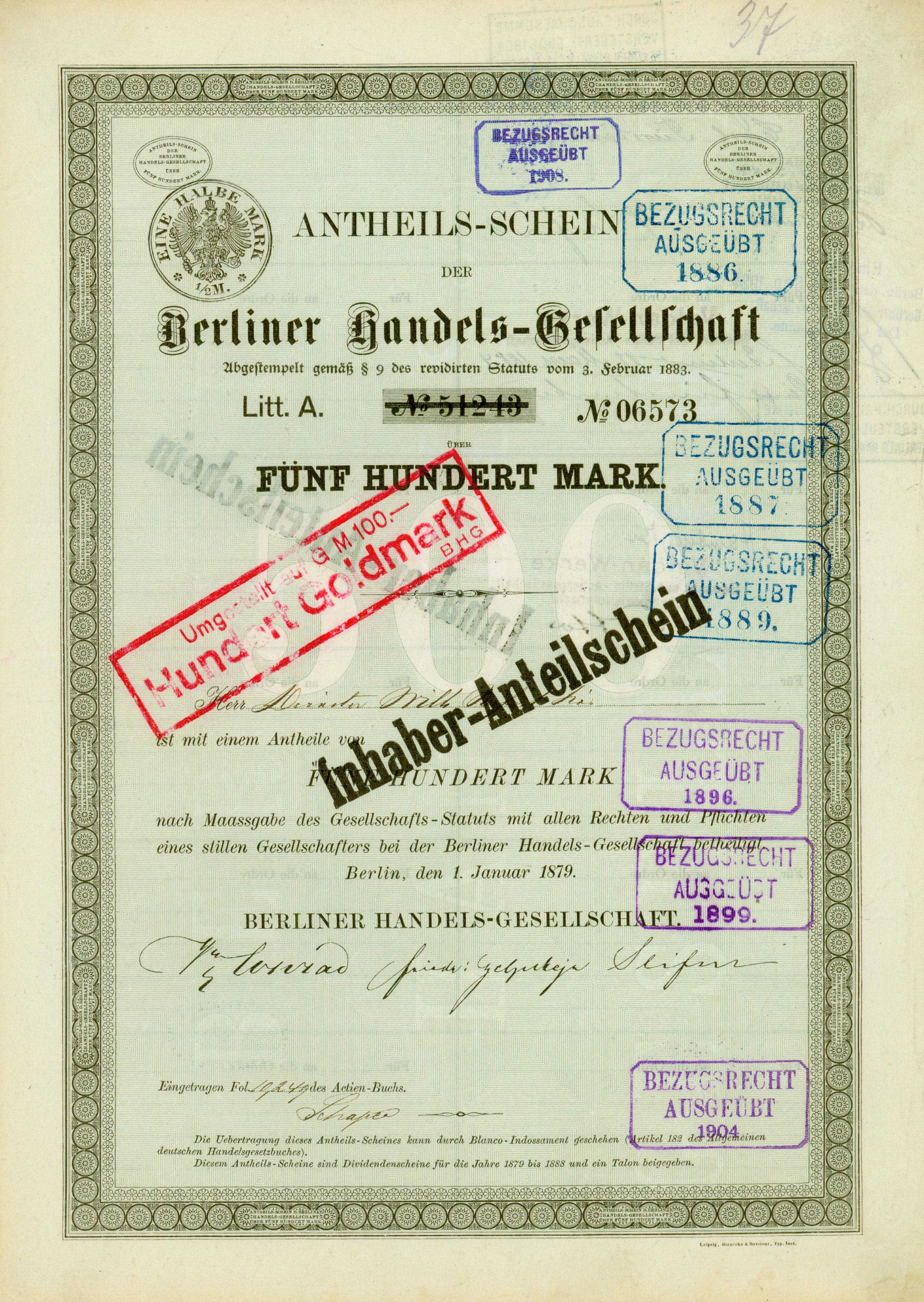
Certificat d'actions pour 500 marks de la Berliner Handels-Gesellschaft du 1. janvier 1879

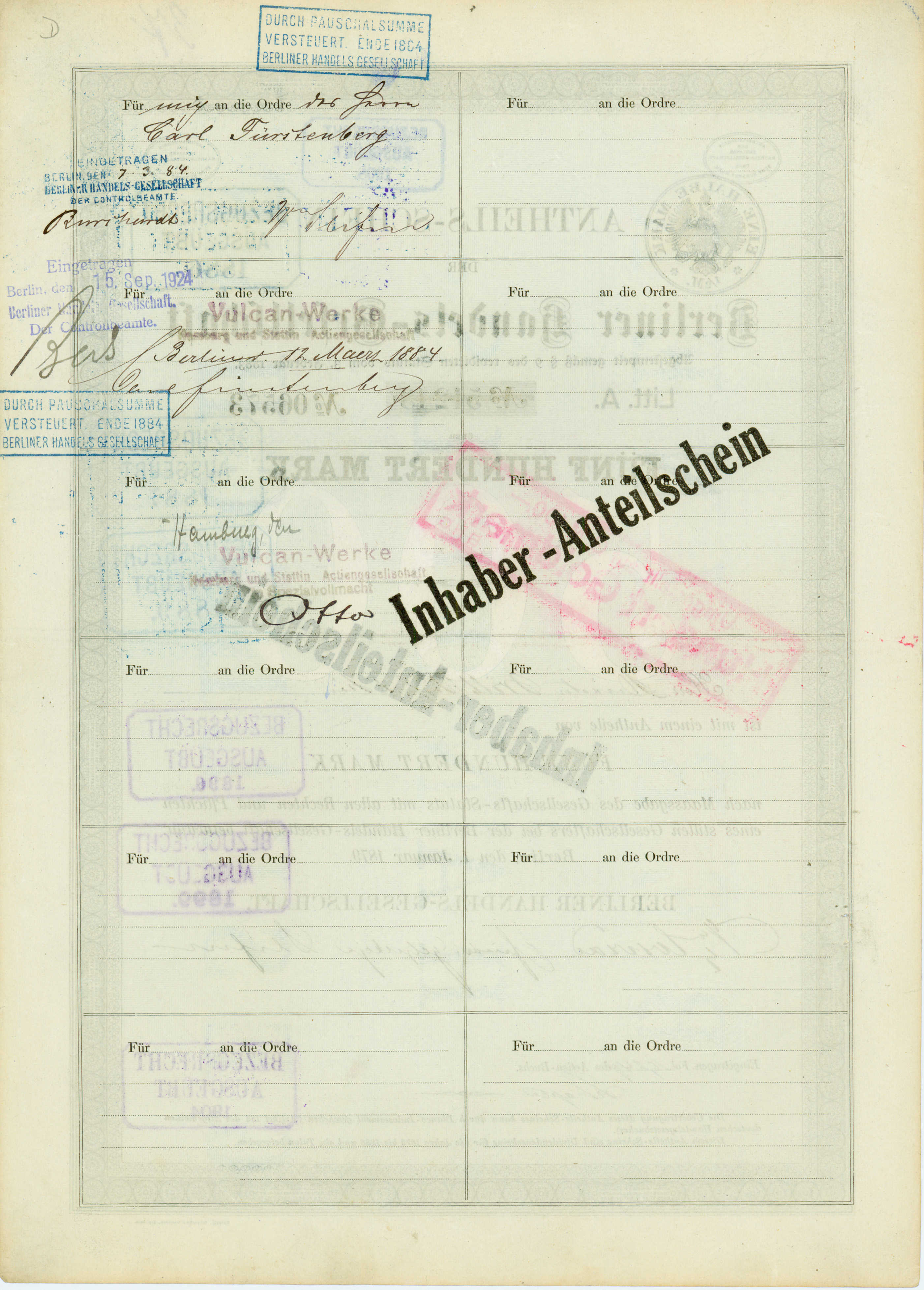
Verso du certificat d'actions signé par Carl Fürstenberg

## Biographie
Issu d'une famille juive, Carl Fürstenberg effectue un apprentissage à la banque R. Damme dans sa ville natale de Gdańsk, alors Danzig. Après une courte période dans une entreprise textile de Prusse occidentale, il s'installe à Berlin à l'âge de 18 ans. Là, il postule à la Société Disconto, la plus grande banque par actions allemande de l'époque. Après un an d'attente, il est embauché en 1870. L'année suivante, le jeune banquier s'installe dans la célèbre Banque S. Bleichröder de l'aristocrate berlinois Gerson von Bleichröder. Il y reste jusqu'en 1883 et devint gérant associé de la banque, avec laquelle il reste lié jusqu'à sa mort.
En 1883, il est nommé « propriétaire d'entreprise » (associé gérant personnellement responsable) de la Berliner Handels-Gesellschaft (BHG). Sous sa direction, BHG devient l'une des principales banques d'entreprise allemandes. Pendant plus d'un demi-siècle, Fürstenberg marque la BHG de son empreinte au point qu'elle est appelée « Fürstenberg-Bank ». Elle joue un rôle majeur dans l'expansion de l'industrie du charbon et de l'acier dans la région de la Ruhr (Mannémannrohren-Werke AG, Harpener Bergbau AG, Hibernia AG et autres) et les chantiers navals d'Allemagne du Nord. Fürstenberg acquiert des parts dans plusieurs sociétés industrielles pour BHG, dont AEG et la société de construction et d'exploitation ferroviaire Lenz &amp; Co. (Lenz-Bau). Il est membre du conseil de surveillance desdites sociétés ainsi que d'autres. Il élargit l'influence de la BHG en le ramenant dans le consortium prussien, dont elle était momentanément sortie.
Après le traité germano-russe de Rapallo en 1922, il est le premier banquier occidental à nouer des relations de crédit plus importantes avec la République socialiste fédérative soviétique de Russie. En 1931, il démissionne de la direction de la BHG et passe à sa présidence.
En 1884, Carl Fürstenberg rejoint la Société des Amis, une association d'entraide juive de Berlin. Il est ami avec, entre autres, Emil Rathenau, Walther Rathenau, Albert Ballin, Maximilian Harden, Gerhart Hauptmann et Max Slevogt, qui a fait son portrait.

## Famille
Le fils de Carl Fürstenberg, Hans Fürstenberg, rejoint la direction de BHG en 1919. Hans Fürstenberg est persécuté par les nazis car juif, et contraint d'émigrer.

## Citations
Une de ses boutades connues sur les petits actionnaires est : « La première chose qu'on apprend dans le secteur bancaire, c'est le respect des zéros » ; « Les actionnaires sont stupides et effrontés. Stupides parce qu'ils achètent des actions et effrontés parce qu'ils veulent toujours des dividendes » et : « Le bénéfice net est cette partie du bilan que le conseil d'administration ne peut plus cacher aux actionnaires, même avec la meilleure volonté du monde. »
La maxime « Lorsque l'État fait faillite, ce n'est bien sûr pas l'État qui fait faillite, mais les citoyens » lui est également attribuée.